# Leonard Floyd
Pour les articles homonymes, voir Floyd.
(en) Statistiques sur pro-football-reference
Leonard Cornilus Floyd, né le 8 septembre 1992 à Atlanta dans l'État de la Géorgie, est un sportif professionnel américain de football américain jouant au poste de linebacker dans la National Football League (NFL) depuis la saison 2016 et pour la franchise des Falcons d'Atlanta dès la saison 2025.
Sélectionné en 9e choix global lors du premier tour de la draft 2016 de la NFL par la franchise des Bears de Chicago, il y joue pendant quatre saisons et est sélectionné dans l'équipe 2016 des meilleurs rookies NFL par la PFWA (en). Il rejoint ensuite les Rams de Los Angeles (2020–2022), les Bills de Buffalo (2023), les 49ers de San Francisco (2024) et finalement les Falcons d'Atlanta en mars 2025.
Avec les Rams, il remporte le Super Bowl LVI au terme de la saison 2021.
Au niveau universitaire, il a joué pour les Bulldogs de l'université de Géorgie pendant trois saisons (2013-2015) dans la NCAA Division I FBS et sa Southeastern Conference (SEC) où il obtient une sélection dans la 2e équipe 2015 de cette conférence.

## Biographie

### Carrière universitaire
Étudiant à l'université de Géorgie, il joue avec les Bulldogs de 2013 à 2015. Il y remporte le Belk Bowl 2014 joué contre les Cardinals de Louisville (37-14) et le TaxSlayer Bowl 2016 joué contre les Nittany Lions de Penn State (24-17) avant de faire  l'impasse sur sa saison senior pour se présenter à la prochaine draft de la NFL.

### Carrière professionnelle

#### Bears de Chicago
Il est sélectionné au 9e choix global lors du premier tour de la draft 2016 de la NFL par les Bears du Chicago. Le 27 mai 2016, il y signe un contrat de 4 ans pour un montant total de 15,78 millions de dollars.
Il est désigné titulaire au poste de linebacker gauche dès sa première saison. Lors du match de la 11e semaine de la saison 2016, il subit une traumatisme crânien et se blesse au niveau du cou à la suite d'une collision avec son partenaire Akiem Hicks alors qu'ils tentent tous deux de tacler le running back Rashad Jennings des Giants de New York,. Le 24 décembre 2016, Floyd subit une nouvelle commotion qui met fin à sa saison rookie. 
Il manque également la fin de saison 2017 puisqu'il est placé sur la liste des blessés le 23 novembre 2017 à la suite d'une entorse au niveau du ligament collatéral fibulaire et du ligament croisé postérieur du genou droit,.
Floyd participe à son premier match de phase éliminatoire au terme de la saison 2018. Il y est opposé lors du tour de wild card aux Eagles de Philadelphie mais le match se solde par la défaite des Rams sur le score de 15 à 16.
Le 17 mars 2020, il est libéré par les Bears bien que ceux-ci aient activé un an plus tôt l'option de cinquième année de son contrat.

#### Rams de Los Angeles
Il rejoint le 24 avril 2020 les Rams de Los Angeles après y avoir signé un contrat d'un an. Il s'établit comme un joueur important au sein de la défense des Rams et réalise un total de 10,5 sacks durant la saison. Il participe à son premier match de phase éliminatoire pour les Rams (tour de wild card) gagné 30 à 20 contre les Seahawks de Seattle au cours duquel il effectue deux sacks sur le quarterback Russell Wilson. Les Rams perdent ensuite 32 à 18 le match de tour de division joué contre les Packers de Green Bay.
Le 15 mars 2021, il prolonge son contrat pour une durée de 4 ans et un montant de 64 millions de dollars. 
Le 13 février 2022, il remporte le Super Bowl LVI avec les Rams après avoir battu 23 à 20 les Bengals de Cincinnati. Au cours de ce matchs, il réalise cinq plaquages et un sack.
Le 10 mars 2023, Floyd est libéré par les Rams.

### Bills de Buffalo
Le 5 juin 2023, Floyd signe chez les Bills de Buffalo.

### 49ers de San Francisco
Le 18 mars 2024, Floyd signe un contrat d'un an avec les 49ers de San Francisco. Titulaire lors des 17 matchs de la saison, il totalise 42 plaquages et 8½ sacks.
Il est cependant libéré le 12 mars 2025 par les 49ers.

### Falcons d'Atlanta
Le 13 mars 2025, Floyd signe un contrat d'un a pour un montant de 10 millions de dollars avec les Falcons d'Atlanta.

## Statistiques
| Légende | Légende               |
| ------- | --------------------- |
|         | Mène la Ligue         |
|         | Gagnant du Super Bowl |
| Gras    | Record de carrière    |

| Année       | Équipe                 | Statut      | MJ |       | Plaquages | Plaquages | Plaquages | Plaquages |       | Interceptions | Interceptions | Interceptions | Interceptions |  | Fumbles | Fumbles |
| Année       | Équipe                 | Statut      | MJ | Total | Seul      | Ast.      | Sacks     | Nb.       | Yards | Déf.          | TD            | Nb.           | Rec.          |  |         |         |
| 2013        | Bulldogs de la Géorgie | Fr.         | 13 | 55    | 34        | 21        | 6,5       | 0         | 0     | 1             | 0             | 2             | 0             |  |         |         |
| 2014        | Bulldogs de la Géorgie | So.         | 11 | 55    | 21        | 34        | 6,0       | 0         | 0     | 1             | 0             | 3             | 1             |  |         |         |
| 2015        | Bulldogs de la Géorgie | Jr.         | 13 | 72    | 35        | 37        | 4,5       | 0         | 0     | 3             | 0             | 0             | 1             |  |         |         |
| Totaux NCAA | Totaux NCAA            | Totaux NCAA | 38 | 182   | 90        | 92        | 17,0      | 0         | 0     | 4             | 0             | 5             | 2             |  |         |         |

| Année      | Équipe                 | MJ  |                 | Plaquages       | Plaquages       | Plaquages       | Plaquages       |                 | Interceptions   | Interceptions   | Interceptions | Interceptions |  | Fumbles | Fumbles |
| Année      | Équipe                 | MJ  | Total           | Seul            | Ast.            | Sacks           | Nb.             | Yards           | Déf.            | TD              | Nb.           | Rec.          |  |         |         |
| 2016       | Bears de Chicago       | 12  | 33              | 23              | 10              | 07,0            | 0               | 0               | 2               | 0               | 1             | 1             |  |         |         |
| 2017       | Bears de Chicago       | 10  | 34              | 24              | 10              | 04,5            | 0               | 0               | 2               | 0               | 0             | 1             |  |         |         |
| 2018       | Bears de Chicago       | 16  | 47              | 34              | 13              | 04,0            | 1               | 19              | 4               | 1               | 0             | 1             |  |         |         |
| 2019       | Bears de Chicago       | 16  | 40              | 27              | 13              | 03,0            | 0               | 0               | 1               | 0               | 0             | 0             |  |         |         |
| 2020       | Rams de Los Angeles    | 16  | 55              | 31              | 24              | 10,5            | 0               | 0               | 1               | 0               | 1             | 2             |  |         |         |
| 2021       | Rams de Los Angeles    | 17  | 70              | 37              | 33              | 09,5            | 1               | 11              | 0               | 0               | 1             | 1             |  |         |         |
| 2022       | Rams de Los Angeles    | 17  | 59              | 31              | 28              | 09,0            | 0               | 0               | 0               | 0               | 0             | 1             |  |         |         |
| 2023       | Bills de Buffalo       | 11  | 24              | 15              | 09              | 10,5            | 0               | 0               | 1               | 0               | 1             | 0             |  |         |         |
| 2024       | 49ers de San Francisco | 10  | 28              | 13              | 15              | 08,5            | 0               | 0               | 1               | 0               | 1             | 0             |  |         |         |
| 2025       | Falcons d'Atlanta      | ?   | Saison en cours | Saison en cours | Saison en cours | Saison en cours | Saison en cours | Saison en cours | Saison en cours | Saison en cours | ?             | ?             |  |         |         |
| Totaux NFL | Totaux NFL             | 152 | 390             | 235             | 155             | 66,5            | 2               | 30              | 15              | 1               | 5             | 7             |  |         |         |

| Année      | Équipe              | MJ |       | Plaquages | Plaquages | Plaquages | Plaquages |       | Interceptions | Interceptions | Interceptions | Interceptions |  | Fumbles | Fumbles |
| Année      | Équipe              | MJ | Total | Seul      | Ast.      | Sacks     | Nb.       | Yards | Déf.          | TD            | Nb.           | Rec.          |  |         |         |
| 2018       | Bears de Chicago    | 1  | 03    | 02        | 01        | 1,0       | 0         | 0     | 1             | 0             | 0             | 0             |  |         |         |
| 2020       | Rams de Los Angeles | 2  | 05    | 03        | 02        | 2,0       | 0         | 0     | 0             | 0             | 0             | 0             |  |         |         |
| 2021       | Rams de Los Angeles | 4  | 12    | 08        | 04        | 2,0       | 0         | 0     | 0             | 0             | 0             | 0             |  |         |         |
| 2023       | Bills de Buffalo    | 2  | 04    | 01        | 03        | 0,0       | 0         | 0     | 0             | 0             | 0             | 0             |  |         |         |
| Totaux NFL | Totaux NFL          | 9  | 24    | 14        | 10        | 5,0       | 0         | 0     | 1             | 0             | 0             | 0             |  |         |         |